# 小森健吉
小森 健吉（こもり けんきち、1917年5月25日 - 1991年12月14日）は、日本の教育学者。

## 人物・来歴
京都府出身。京都帝国大学法学部卒、同大学院修士課程修了。滋賀県立短期大学助教授、佛教大学教授。88年定年退職、名誉教授。教育社会学。

## 共編著
- 『おとなの道徳教育 新しい国民道徳をめざして』中島万朶共編. 東洋館出版社, 1964
- 『現代教育行政』編. 法律文化社, 1969
- 『人間教育の省察 自律への教育』南沢貞美,室井修共著. 法律文化社, 1971
- 『幼児期の人間教育』竹内義彰共編. 法律文化社, 1973
- 『児童期の人間教育』竹内義彰共編. 法律文化社, 1976
- 『何のための義務教育か 義務教育組織・構成論』編. 法律文化社, 1978.9
- 『現代女性の生き方 何のための「女性学」か』編 (シリーズ「女いま生きる」) ミネルヴァ書房, 1982.9
- 『新教育行政論』編. 法律文化社, 1985.8
- 『高校制度改革の総合的研究』編著. 多賀出版, 1986.2
- 『幼児期の人間教育 新版』吉岡剛共編. 法律文化社, 1988.5
- 『新しい初等教育の原理』長岡文雄共編著. ミネルヴァ書房, 1988.7
- 『教育原論』編. 仏教大学通信教育部, 1989.1
- 『社会教育概論』吉岡剛共編. 仏教大学通信教育部, 1994.2
- 『教育行政学』吉岡剛 共編. 仏教大学通信教育部, 1995.3